# Épinay-sur-Duclair
Épinay-sur-Duclair település Franciaországban, Seine-Maritime megyében. Lakosainak száma 516 fő (2022. január 1.). Épinay-sur-Duclair Blacqueville, Duclair, Sainte-Marguerite-sur-Duclair és Saint-Paër községekkel határos.

## Népesség
A település népességének változása:
| Lakosok száma | 528  | 544  | 554  | 529  | 519  | 509  | 510  | 513  | 516  |
|               | 2013 | 2015 | 2016 | 2017 | 2018 | 2019 | 2020 | 2021 | 2022 |